# 高橋敏郎
高橋 敏郎（たかはし としろう、1980年7月19日 - ）は、山形県新庄市出身の元プロ野球選手（捕手）。右投右打。

## 来歴・人物
高校では2、3年夏は県大会ベスト4。大学では4年春に南東北大学野球リーグ三冠王、最優秀選手を獲得。当時全国では無名であったが、チーム初出場の大学選手権でもセカンドへの送球が1.7秒台を記録するなど、強肩強打の捕手としてプロスカウトに注目される。ベストナイン3回。
いち早く、読売ジャイアンツが目を付け、リーグ戦などにも通ったが、最終的に2002年のドラフト会議でヤクルトスワローズから7巡目で指名され入団。
入団当初は環境に馴染むのに苦労したが、2005年には二軍でレギュラー級の活躍を重ねた。遠投120メートルなど肩はかなり強く、パンチ力もあり楽天の岩隈久志からもホームランを放っている。しかし一軍には古田敦也がいた事や怪我もあり、出場機会に恵まれなかった。
2006年10月2日に戦力外通告を受けた。トライアウトへの参加や米独立リーグ加入なども目指したが叶わず引退。
一軍での実績はないが、甘いマスクと明るい性格で女性ファンや子供のファンも多かった。
引退後は不動産業界へ進み活躍。日経新聞をはじめ多くの媒体に取り上げられた。引退後13年間で住宅の売買・賃貸から収益不動産売買までをこなし2018年には100億を超える売上を上げた。2019年より外資系大手不動産会社コリアーズインターナショナルジャパン (カナダ)に部長職で入社。引退後もプロ野球選手の不動産運用などのコンサルを行うなど、幅広く活躍。
2021年に不動産会社から独立、株式会社高橋商事を立ち上げた。

## 詳細情報

### 年度別打撃成績
- 一軍公式戦出場なし

### 背番号
- 48 （2002年 - 2006年）